# کوهپایه (منوجان)
کوهپایه، روستایی از توابع بخش آسمینون شهرستان منوجان در استان کرمان ایران است.

## جمعیت
این روستا در دهستان بجگان قرار دارد و براساس سرشماری عمومی نفوس و مسکن در سال ۱۳۹۵، جمعیت آن برابر با ۱۸۶ نفر (۵۵ خانوار) بوده‌است.